# Családi kör (televíziós sorozat)
A Családi kör magyar szórakoztató – általában 50 perces adásokból álló – televíziós sorozat. Két évtizedig – 1974-től 1994-ig, többnyire havonta – vetítették a Magyar Televízióban, legtöbbször esti főműsoridőben, majd 1999-től 2000-ig két hetenként ment a Magyar Televízióban. 19 év szünet után 2019-ben a Dunán folytatódott, egészen 2024. február 11-ig. 2024. március 1-től a korábbi Család barát című műsor vette fel a Családi kör címet, de ez a Család barát koncepcióját folytatta.
Az egyes epizódokban pedagógiai, társadalmi problémákat vitattak meg a meghívott szakértőkkel, az adott témához kapcsolódó rövid, színészekkel eljátszatott példajelenetek segítségével. A műsorvezető 1994-ig Kelemen Endre volt, 1999 és 2000 között Telkes József.
A sorozat epizódjait a 2013-tól az M3-on, az MTVA archív tartalmakat sugárzó tematikus kábelcsatornáján ismét vetítették.

## Epizódlista
1. Fantázia-hazugság
2. Bizalom
3. Barátság
4. Testvérek a családban
5. Büntetés
6. A félelem
7. Ajándékozás
8. Serdülőkori problémák
9. Kamasz fiúk
10. Felvilágosítás
11. Büntetés - jutalmazás
12. Nagyszülők
13. A játék
14. Kezdődik az iskola
15. Válás
16. Hétköznapok a családban
17. A szülő, mint példakép
18. Karácsony
19. Friss házasok
20. Nemi szerepek a családban
21. Fészekhagyás
22. Gyermekáldás
23. Előítéletek
24. Rokonok
25. Nyaralás
26. Vissza az iskolába
27. Nemi magatartások kialakulása
28. Kamaszkori szerelmek
29. Párválasztás
30. Az idő
31. Az idegesség
32. Emberi kapcsolatok
33. Családi légkör
34. A csend és a lárma
35. A kíváncsiság
36. Jutalmazás és büntetés
37. Vakáció
38. Szabadszombat
39. Válás
40. Közhelyek
41. Hétköznapok - ünnepek
42. Kommunikációs zavarok
43. A szülő bajba jut
44. A szégyen
45. Vetélkedő 1.
46. A szülő bűnbe esik a gyerek szemében
47. A gyerekek társadalmi és életvezetési felvilágosítása
48. Döntés előtt
49. Válás után
50. Vetélkedő 2.
51. Ahány ház, annyi szokás
52. Beteg a családban
53. A szülő is ember
54. Késői következmények
55. Nekem is van saját életem
56. Emberke
57. Jogi esetek
58. Ismerjük egymást?
59. Ismerjük-e családunkat?
60. Társas kapcsolatok
61. Tarka-barka Családi kör
62. GYES
63. A társadalmi normák megszegői
64. Apuka az anyukám
65. Örökbefogadás
66. Miért vagyok egyedül?
67. A 40%-os férfi
68. Pályaválasztás
69. Család a bíróságon
70. Ráhajtunk
71. Nyár a gyerekekkel
72. A barátság
73. Megkezdődik a tanév
74. Anyós és/vagy nagymama
75. Élet a válás után
76. Féltékenység
77. Télapó vagy Jézuska?
78. Otthoni tanulás, segítség, kikérdezés
79. Az osztályzás
80. A hirtelen teljesítményromlás
81. Barátok vagy ellenfelek? 1.
82. Barátok vagy ellenfelek? 2.
83. Ünnepelünk
84. Együtt...?
85. Táborozás
86. Beilleszkedési nehézségek
87. Előítéletek és megkülönböztetések 1.
88. Előítéletek és megkülönböztetések 2.
89. Te csak tanulj, gyermekem!
90. Boldog karácsonyt!
91. Az osztály peremén
92. Hogy függetlenné válhasson...
93. Az alku
94. Anyák, apák, nagymamák, nagypapák
95. Nem csak szóból ért az ember
96. Elszakadások
97. A 40%-os férfi 2.
98. Milyen férfi, nő lesz belőle?
99. Örök harmóniában?
100. Az én házam, az én váram!
101. Válás 2.
102. Szeressük - de hogyan?
103. Tanárnak lenni
104. Szülői örökség
105. Az előléptetés
106. A kérdezetlen apa
107. Az anya válaszol
108. A kék füzet
109. Sárga jelzés
110. Majd a nagymama!...
111. Ketten a liftben
112. Furcsa fegyelmi
113. Ottfelejtett kazetták
114. Ne láss!
115. Ne hallj!
116. Ne szólj!
117. Kell egy férfi 1.
118. Kell egy férfi 2.
119. Anyósok lettünk
120. A titok
121. Ádám érkezése
122. Együtt vagy külön?
123. Kié lesz Ferike? 1.
124. Kié lesz Ferike? 2.
125. És velem mi lesz?
126. Első szerelem
127. Nehéz választás
128. "Szerencse" szerződés 1.
129. "Szerencse" szerződés 2.
130. Hogyan tovább?
131. Nem rám tartozik?
132. Visszalépés?
133. Budapesti krétakör
134. Utolsó lehetőség
135. Ne guríts golyó!
136. Áldozatok
137. Az eszedre hallgass!
138. Akarsz velem repülni?
139. Esély
140. A láthatatlan gyermek
141. Ketten egyedül
142. Autós Fahrt
143. Kiközösítés
144. Betegágynál
145. Baleset
146. Labirintus
147. Én gyerekem, te gyereked!
148. Boldog karácsonyt!
149. Házasságból elégtelen
150. Pályaváltás
151. Van de nincs
152. Éjszakai találkozások
153. Sodródás
154. Közös ágyban
155. "Okuljatok mindannyian e példán!"
156. Törések
157. Vergődés
158. Botfülű
159. Szabadúszó
160. Segélykiáltás
161. Vadmacska-karmok
162. Hulló levelek
163. "Miért pont az én gyerekem...?!"
164. Alma és fája
165. Életveszélyben!?
166. Albérlet Cinkotán
167. Veszíteni nehéz
168. Karácsonyi boldogság
169. Vasárnapi séták
170. Zsúfolt délután
171. Egy húsvéti vizit
172. Élni szeretnék
173. Amíg élsz, remélj!
174. Neveletlenek
175. Krémeszabáló
176. Sekli, a félszem
177. Szeptember
178. A kés
179. Tudom, Párizs!
180. Napról napra
181. Rozika nem fél
182. Mi ketten
183. Átültetés
184. Kockás füzet
185. Mobil viszonyok
186. Varázspálca
187. Chopin-keringő
188. Törökinduló
189. Kilakoltatás

## Szereplők
- Tóth Judit (17 epizód, 1977–1981)
- Horesnyi László (13 epizód, 1977–1981)
- Ullmann Ottó (11 epizód, 1978–1981)
- Ullmann Mónika (10 epizód, 1980–1981)
- Moór Marianna (10 epizód, 1974–1994)
- Szabó Éva (9 epizód, 1980–1989)
- Csűrös Karola (8 epizód, 1980–1981)
- Horváth Gyula (8 epizód, 1978–1981)
- Zolnay Zsuzsa (8 epizód, 1980–1981)
- Miklósy György (8 epizód, 1978–1981)
- Némethy Ferenc (7 epizód, 1980–1981)
- Bánki Zsuzsa (7 epizód, 1974–1981)
- Zenthe Ferenc (7 epizód, 1974–1981)
- Tóth László (7 epizód, 1980–1981)
- Kádár Flóra (7 epizód, 1981–1990)
- Soproni Ági (4 epizód, 1989–1994)
- Boros Zoltán
- Csuja Imre
- Pásztor Erzsi
- Miklósy Judit
- Koncz Gábor
- Szombathy Gyula
- Palásthy Bea
- Kovács Krisztián
- Muzsai Zsolt

## Rendezők
- Palásthy György (21 epizód, 1974–1981)
- Csányi Miklós (4 epizód, 1989–1994)
- - Vasárnapi séták (1994. január)
- Erdőss Pál (4 epizód, 1989)
- Kardos Ferenc (3 epizód, 1990)
- András Ferenc (2 epizód, 1989–1990)
- Málnay Levente (1 epizód, 1989)
- Babiczky László (1 epizód, 1994)
- Gaál Albert (1 epizód, 1994)
- Mihályfy Sándor (1 epizód, 1994)
- Szőnyi G. Sándor (1 epizód, 1994)

## A jelenetek írói
- András Ferenc (2 epizód, 1989–1990)
- Benedek Katalin (1 epizód, 1989)
- Bertha Bulcsu (1 epizód, 1994)
- Bárány Tamás (1 epizód, 1994)
- Dávid Ilona (1 epizód, 1980)
- Gyárfás Endre (1 epizód, 1981)
- Györffy László (1 epizód, 1994)
- Horgas Béla (2 epizód, 1974–1975)
- Horváth Péter (1 epizód, 1994)
- Janikovszky Éva (2 epizód, 1974–1977)
- Kardos István (8 epizód, 1980–1990)
- Kopányi György (1 epizód, 1980)
- Köllõ Miklós (1 epizód, 1978)
- Málnay Levente (1 epizód, 1989)
- Németh Gabriella (1 epizód, 1990)
- Palásthy György (13 epizód, 1974–1981)
- Pechó G. Anna (1 epizód, 1994)[2]
- Polgár András (1 epizód, 1990)
- Végh Antal (1 epizód, 1994)